# شیر ایمنی

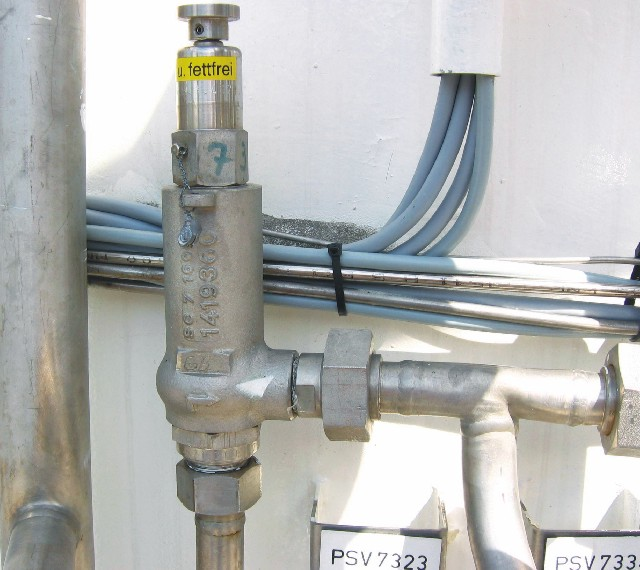
شیر ایمنی مخزن اکسیژن فشرده

شیر ایمنی (به انگلیسی: Safety valve) نوعی از شیر است که جهت کنترل فشار در بویلرها و مخازن تحت فشار استفاده می‌شود.این وسیله به‌طور خودکار در صورت بالا رفتن فشار یا دما در مخزن وارد عمل شده و مقداری از محتویات را تخلیه می‌کند.

## شیر ایمنی
همان‌طور که از نام این شیر برمی‌آید جهت ایمن ساختن لوله‌ها ودستگاه‌های دارای فشار به کار می‌رود. دارای انواع و اقسام گوناگونی بوده و می‌توان گفت که متنوع‌ترین نوع شیرها از نوع شیر ایمنی هستند. این شیر قابل تنظیم بوده و با توجه به فشار جاری سیال داخل آن تنظیم می‌گردند. بدان معنی که هرگاه فشار جریان بیش از فشار تنظیمی بر روی شیر باشد شیر به صورت اتوماتیک جریان را قطع می‌کند و از طرف دیگر اگر فشار جریان کمتر ازحداقل فشار تنطیمی بر روی شیر باشد باز هم جریان را قطع خواهد کرد. به همین علت در مسیر عبور سیالی که تغییرات فشار ناگهانی در آن محتمل است از وجود این شیر استفاده می‌گردد. مدله‌ای مختلفی از این شیر موجود است که همگی از نظر عمل تقریباً مشابه یکدیگرند و به هرحال با توجه به یک فشار تنظیم شده بر روی آن‌ها جریان را قطع می‌کنند. نوع دیگر این شیر را می‌توان طوری تنظیم کرد که به‌طور اتوماتیک در موقع لزوم باز شود. نمونه این شیر در شکل ۱-۹ نشان داده شده‌است.
نوع دیگری از شیرهای ایمنی نیز موجود است که به آن‌ها شیرهای اطمینان فشارشکن گویند. این شیر برخلاف نمونه بالا با توجه به شرایط تنظیمی بر روی آن و موقعیت سیال در وقت لازم باز می‌شود و جریان را تغییرمی‌دهد یا به عبارت ساده‌تر از فشارلوله می‌کاهد.